# Abridge
Abridge är en by i Essex i England. Byn ligger 27 km från Chelmsford. Orten har 1 585 invånare (2015).